# Tomas Larsson (ishockeyspelare)
Tomas Larsson, född 16 januari 1988, är en svensk ishockeyspelare. Hans moderklubb är Malå IF. Han var med och vann JVM-silver 2008 och spelade tre säsonger för Skellefteå AIK i elitserien. Därefter blev det spel i flera klubbar i allsvenskan. Under våren 2016 avslutade han sin ishockeykarriär efter en säsong i franska ligan, där han på grund av en hjärnskakning bara spelade några få matcher.

## Klubbar
- Skellefteå AIK (2005–2009)
- Malmö Redhawks (2009–2011)
- Tingsryds AIF (2011–2013)
- Mora IK (2013–2015)
- Asplöven HC (2015)
- Diables Rouges de Briançon (2015–2016)[2]

## Meriter
- Junior-VM-silver 2008